# Східно-Саратське нафтове родовище
Східно-Саратське нафтове родовище — належить до Переддобрудзької нафтогазоносної області Південного нафтогазоносногу регіону України.

## Опис
Розташоване на Одещині (Білгород-Дністровський район). Приурочене до Саратсько-Балабанівської зони складок, що простежується на крайньому північному сході північного борту Переддобрудзького прогину. Виявлене в 1972 р. Нафтоносні відклади середнього та верхнього девону. Колектори — порово-тріщинуваті і кавернозні перекристалізовані вапняки і доломіти. Продуктивна товща представлена шарами ангідритів та доломітів з проверстками вапняків. Ангідрити відіграють роль перемичок. Сумарна товщина трьох продуктивних пачок 291,8-331,6 м. Максимальний одержаний дебіт з однієї свердловини — 15-20 м3/добу. Запаси початкові видобувні категорій А+В+С1 — 1739 тис.т. Густина дегазованої нафти 832—859 кг/м3.